# Sangarará (distrito)
O Distrito peruano de Sangarará é um dos 7 distritos da Província de Acomayo, situada no Departamento de Cusco, pertenecente a Região Cusco, Peru

## Transporte
O distrito de Sangarará é servido pela seguinte rodovia:
- CU-117, que liga o distrito de Checacupe à cidade de Cusco[1][2][3]